# Uruguays håndboldlandshold (damer)
Uruguays håndboldlandshold er det urugayanske landshold i håndbold for kvinder som også deltager i internationale håndboldkonkurrencer. De reguleres af Federación Uruguaya de Handball.
Holdet deltog under VM 1997, VM 2001, VM 2003 og under VM 2005. Landsholdet vandt en bronzemedalje under de Panamerikanske lege 2003. Landsholdets træner er Leonardo Puñales.

## Resultater

### VM
- 1997: 24.-plads
- 1999: Kvalificerede sig ikke
- 2001: 23.-plads
- 2003: 24.-plads
- 2005: 23.-plads
- 2007: Kvalificerede sig ikke
- 2009: Kvalificerede sig ikke
- 2011: 20.-plads

### Panamerikamesterskabet
- 1991: 5.-plads
- 1997:  Bronze
- 1999: 4.-plads
- 2000:  Sølv
- 2003:  Bronze
- 2005:  Bronze
- 2007: 5.-plads
- 2009: 6.-plads
- 2011: 4.-plads

### Panamerikanske lege
| År   | Uruguays placering | Værtsland             |
| 1999 | 5.- plads          | Canada                |
| 2003 | Sølv               | Dominikanske Republik |
| 2011 | 7.- plads          | Mexico                |
| ---- | ------------------ | --------------------- |

### Sydamerikanske lege
- 2010:  Bronze

## Nuværende trup

### Spillere
Følgende spiller var med i truppen under VM 2011:
| Nummer | Navn              | Alder                      | Højde  | Kampe | Mål | Klub              |
| ------ | ----------------- | -------------------------- | ------ | ----- | --- | ----------------- |
| 1      | Noelia Artigas    | 4. juni 1989 (35 år)       | 164 cm |       |     | Hebraica y Macabi |
| 2      | Eliana Falco      | 21. juli 1987 (37 år)      | 180 cm |       |     | Layva             |
| 3      | Soledad Faedo     | 17. december 1987 (37 år)  | 170 cm |       |     | Layva             |
| 5      | Mercedes Saiz     | 12. september 1992 (32 år) | 173 cm |       |     | Malvin            |
| 6      | Mariana Gomez     | 11. juli 1990 (34 år)      | 160 cm |       |     | Scuola Italiana   |
| 8      | Ornella Palla     | 11. juli 1990 (34 år)      | 172 cm |       |     | Scuola Italiana   |
| 9      | Alesandra Ferrari | 6. januar 1987 (38 år)     | 176 cm |       |     | Layva             |
| 10     | Mariana Fleitas   | 6. marts 1981 (43 år)      | 167 cm |       |     | Layva             |
| 11     | Paula Fynn        | 11. april 1988 (36 år)     | 164 cm |       |     | Layva             |
| 12     | Rossina Soca      | 17. maj 1988 (36 år)       | 168 cm |       |     | Layva             |
| 13     | Jussara Castro    | 21. januar 1982 (43 år)    | 175 cm |       |     | Scuola Italiana   |
| 15     | Fernanda Marrochi | 2. juli 1988 (36 år)       | 170 cm |       |     | Nautico           |
| 17     | Paula Basaistegui | 14. november 1988 (36 år)  | 161 cm |       |     | Layva             |
| 18     | Joaquina Rosillo  | 11. august 1993 (31 år)    | 175 cm |       |     | Malvin            |
| 19     | Sofia Cherone     | 21. maj 1988 (36 år)       |        |       |     | Scuola Italiana   |
| 20     | Viviana Ferrari   | 25. marts 1992 (32 år)     | 170 cm |       |     | Goes              |

### Tekniske personale
- Træner: Leonardo Puñales
- Anfører: Daniela Mata
- Manager: Graciela Martínez
- Doktor: Sofía González